# Igor Semšov
Igor Semšov (rus. Игорь Петрович Семшов, Moskva, 6. travnja 1978.) je ruski umirovljeni nogometaš.
Karijeru je započeo u CSKA. 1998. godine prešao je u Torpedo. Postao je jedan od najboljih nogometaša ovog moskovskog kluba, te je zaslužio poziv u reprezentaciju. Bio je član ruske reprezentacije na Svjetskom prvenstvu u Južnoj Koreji i Japanu 2002. godine.
2006. godine postao je igrač Dinama iz Moskve. 2008. godine nastupao je na Europskom prvenstvu u Austriji i Švicarskoj. Iste godine osvojio je brončanu medalju u prvenstvu Rusije.
2009. godine prešao je u Zenit. Nakon odlaska Anatolija Timoščuka u FC Bayern München postao je standarni igrač kluba.